# AleXa
Alexaundra Christine Schneiderman (nascida em 9 de dezembro de 1996), profissionalmente conhecida por seu nome artístico AleXa (em coreano: 알렉사) e anteriormente Alex Christine (알렉스 크리스틴), é uma cantora coreana-americana que vive na Coreia do Sul. Depois de se classificar nas duas temporadas do concurso de reality show "Rising Legends", AleXa assinou contrato com Zanybros e treinou lá por cerca de dois anos e meio. Durante esse tempo, ela competiu no Produce 48 da Mnet. Ela estreou em 21 de outubro de 2019, com o single "Bomb".

## Biografia
Alexaundra Christine Schneiderman nasceu em 9 de dezembro de 1996 em Tulsa, Oklahoma, filha de mãe adotiva sul-coreana e pai russo-americano. Ela tem um irmão mais novo.
Enquanto morava em Tulsa, AleXa estudou na Jenks High School e no Tulsa Community College. Quando criança, AleXa teve aulas de dança para vários gêneros, incluindo balé, jazz, hip hop e sapateado. Ela começou a dançar quando tinha dezoito meses de idade e continuou até o meio do ensino médio. Ela foi membro dos corais Jenks Varsity Pom e dos Jenks Trojanaires na escola, que competiram nacionalmente. Ela também participou de produções teatrais enquanto cursava a faculdade. AleXa era fã de K-pop enquanto estava na escola, e criou uma conta no Instagram dedicada a cobrir canções e coreografias de K-pop. A conta acumulou cerca de 52.000 seguidores até fevereiro de 2018, quando foi deletada.

## Carreira

### 2016-2018: Rising Legends e Produce 48
Em 2016, sob o nome de Alex Christine, AleXa participou da audição online Rising Legends conduzida pela Soompi com a assistência da JYP Entertainment, e competiu novamente em 2017, quando a Soompi fez parceria com a Cube Entertainment. Apesar de ter ficado em primeiro lugar na categoria de dança em ambos os anos e ganhando uma audição individual em cada, ela não foi aceita em nenhuma das companhias e, em vez disso, assinou com a ZB. Em janeiro de 2018 foi lançado uma série produzida pela produtora Viki chamado Legendary: Making of a K-Pop Star onde mostra como que foi a jornada dela se mudando para a Coreia do Sul para entrar persuadir uma carreira como cantora.
Em 2018, AleXa competiu no reality da Mnet Produce 48, representando sua gravadora, e foi eliminado no quinto episódio e finalizou em #82.

### 2019-presente: Estreia com "Bomb", primeiro EP e Podcast
Em 1 de outubro de 2019, AleXa postou em seu instagram que estaria fazendo seu debut como solista no dia 19 de outubro, com o single "Bomb", e que estaria utilizando o nome artistico AleXa em vez de Alex Christine como era anteriormente. Sua estreia custou cerca de US$300.000. Em 13 de dezembro, AleXa colaborou com a banda de rock coreana Diablo para lançar uma versão rock de "Bomb".
Em 16 de janeiro de 2020, ela anunciou em seu instagram que o nome do seu fandom seria A.I Trooper. Em 21 de fevereiro, ela anunciou seu primeiro extended play com o lançamento do trailer de comeback "A.I Trooper". Ela lançou o single "Do or Die" com o clipe no dia 6 de março. O extended play de mesmo nome foi lançado em 1 de abril de 2020.
Em 3 de março, foi anunciado que AleXa assinou com a agencia ICM Partners para as atividades dela nos Estados Unidos.
Em maio de 2020, AleXa se juntou ao grupo feminino Dreamcatcher e ao grupo masculino IN2IT para lançar um single "Be The Future" para o Projeto Millenasia. O projeto, apoiado pela Coalizão de Educação Global da UNESCO, foi lançado para chamar a atenção para a importância da educação e segurança durante a pandemia COVID-19.
De 23 de junho a 4 de agosto, AleXa foi uma apresentadora convidada no "How Did I Get Here Podcast" e em 7 de agosto, a Dive Studios anunciou em seu twitter que AleXa se tornou oficialmente uma nova co-apresentadora em HDIGH junto com Jae Park do Day6. O HDIGH Podcast ganhou a categoria "People's Choice" e "Entertainment" no "Podcast Awards" em 2020 e "Best Podcast 2020" pela Apple Podcast.
Em 16 de julho de 2020, AleXa lançou seu novo videoclipe para "Villain", um single de pré-lançamento para seu próximo extended play, a ser lançado em 21 de outubro de 2020. Em 21 de outubro, AleXa lançou seu segundo extended play "Decoherence", junto do single "Revolution".
Em 14 de setembro, AleXa e o produtor alemão TheFatRat lançaram a colaboração "Rule The World".
Em 14 de Janeiro de 2021, AleXa lançou o single digital "Never Let You Go (오랜만이야)". Em 29 de janeiro, AleXa criou uma nova conta no YouTube para mostrar outros lados dela, a conta é chamada "AleXa 360".
Em 18 de março, foi divulgado que AleXa faria sua estreia como atriz na segunda temporada do drama coreano da Netflix Goedam 2, ao lado de nomes como Shownu e Arin. Em 12 de abril, AleXa lançou a trilha sonora "I miss you every day" para o drama Somehow Family.

## Prêmios e indicações
| Cerimônia de premiação       | Ano  | Categoria               | Nomeado(s) / trabalho(s) | Resultado | Ref.   |
| ---------------------------- | ---- | ----------------------- | ------------------------ | --------- | ------ |
| Soribada Best K-Music Awards | 2020 | Next Artist Award       | AleXa                    | Venceu    | [ 23 ] |
| Asia Artist Awards           | 2020 | Focus Singer Award      | AleXa                    | Venceu    | [ 24 ] |
| EuroKpop Awards              | 2020 | Artist to Watch in 2021 | AleXa                    | Venceu    | [ 25 ] |

## Discografia

### Extended plays
| Título      | Detalhes |
| ----------- | --- |
| Do or Die   | - Lançado: 1º de abril de 2020 - Gravadora: ZB Label, Dreamus Company - Formatos: download digital, streaming      |
| Decoherence | - Lançado: 21 de outubro de 2020 - Gravadora: ZB Label, Warner Music Korea - Formatos: download digital, streaming |

### Singles
| Titulo                                                                       | Ano  | Melhor posição nos charts | Melhor posição nos charts | Vendas | Álbum            |
| Titulo                                                                       | Ano  | KOR                       | US World                  | Vendas | Álbum            |
| ---------------------------------------------------------------------------- | ---- | ------------------------- | ------------------------- | ------ | ---------------- |
| "Bomb"                                                                       | 2019 | —                         | 7                         | —      | Single sem álbum |
| "A.I Trooper"                                                                | 2020 | —                         | —                         | —      | Do or Die        |
| "Do or Die"                                                                  | 2020 | —                         | 23                        | —      | Do or Die        |
| "Be The Future" (com Dreamcatcher & In2It) (As Millenasia Project)           | 2020 | —                         | —                         | —      | Single sem álbum |
| "We Can"                                                                     | 2020 | —                         | —                         | —      | Single sem álbum |
| "Villain" (빌런)                                                             | 2020 | —                         | —                         | —      | Decoherence      |
| "Rule The World" (com TheFatRat)                                             | 2020 | —                         | —                         | —      | Single sem álbum |
| "Revolution"                                                                 | 2020 | —                         | —                         | —      | Decoherence      |
| "Never let you go" (오랜만이야)                                              | 2021 | —                         | —                         | —      | Single sem álbum |
| "—" denotes releases that did not chart or were not released in that region. |      |                           |                           |        |                  |

### Trilha Sonora
| Titulo                 | Ano  | Melhor posição nos charts | Vendas | Álbum                     |
| Titulo                 | Ano  | KOR                       | Vendas | Álbum                     |
| ---------------------- | ---- | ------------------------- | ------ | ------------------------- |
| "I miss you every day" | 2021 | —                         |        | Somehow Family OTS Part 9 |

### Composição
Todos os créditos das músicas são adaptados do banco de dados da Korea Music Copyright Association.
| Ano  | Artista | Canção              | Álbum       | Letra     | Letra |
| Ano  | Artista | Canção              | Álbum       | Creditada | Com |
| ---- | ------- | ------------------- | ----------- | --------- | --- |
| 2019 | AleXa   | Bomb (English Ver.) | Bomb - EP   | Sim       | Karlsson Alexander Magnus, Brunell Brandes Gabriel Erik Henrik, Viktorovitch Alexej e Forkelid John Sebastian.                                          |
| 2020 | AleXa   | Villain             | Do or Die   | Sim       | Park Dan Bi e Hwang Sung Jin. |
| 2020 | AleXa   | Revolution          | Decoherence | Sim       | Jeon Sehui, Kang Song Yeon, Hwang Sung Jin, Harambasic Nermin, Svendsen Ronny Vidar, Wik Anne Judith Stokke, Bonnik Greg Paul Stephen e Chapman Hayden. |
| 2020 | AleXa   | Moon and Back       | Decoherence | Sim       | Jang Min Young e Hwang Sung Jin. |

## Videografia

### Vídeo Clipe
| Ano                    | Musica                 | Artista                     | Tempo                  |
| Como Artista Principal | Como Artista Principal | Como Artista Principal      | Como Artista Principal |
| ---------------------- | ---------------------- | --------------------------- | ---------------------- |
| 2019                   | Bomb                   | AleXa                       | 4:20                   |
| 2020                   | A.I Tropper            | AleXa                       | 2:15                   |
| 2020                   | Do Or Die              | AleXa                       | 5:10                   |
| 2020                   | Kitty Run              | AleXa                       | 3:26                   |
| 2020                   | Villain                | AleXa                       | 3:27                   |
| 2020                   | Revolution             | AleXa                       | 4:36                   |
| 2021                   | Never let you go       | AleXa                       | 4:16                   |
| Colaboração            |                        |                             |                        |
| 2020                   | Be The Future          | AleXa, Dreamcatcher e IN2IT | 4:00                   |
| Participação Especial  |                        |                             |                        |
| 2019                   | Gogobebe               | Mamamoo                     | 4:05                   |
| 2019                   | The Story              | 1THE9                       | 15:00                  |
| 2020                   | End of Spring          | ONEWE                       | 3:59                   |

## Filmografia

### Televisão
| Ano | Título   | Papel | Rede    | Ref    |
| --- | -------- | ----- | ------- | ------ |
| TBD | Goedam 2 |       | Netflix | [ 21 ] |

### Programas de Variedade
| Ano  | Título     | Função      | Rede | Notas                               |        |
| ---- | ---------- | ----------- | ---- | ----------------------------------- | ------ |
| 2018 | Produce 48 | Ela própria | Mnet | Como Alex Christine, terminou em 82 | [ 31 ] |

### Podcasts
| Ano       | Título                      | Função           | Rede         | Ref    |
| --------- | --------------------------- | ---------------- | ------------ | ------ |
| 2020-2021 | How Did I Get Here? (HDIGH) | Co-apresentadora | DIVE Studios | [ 31 ] |